# Paarse schubwortel
De paarse schubwortel (Lathraea clandestina) of prachtschubwortel is een laag blijvende plant uit de bremraapfamilie (Orobanchaceae). De paarse schubwortel is een holoparasiet. De waardplant ondervindt weinig last van dit parasitisme, doordat de paarse schubwortel bloeit en zaad vormt gedurende de lentesapstroom, waarna het bovengrondse gedeelte van de schubwortel afsterft. 
De paarse schubwortel is een generalistische parasiet: veelal wordt de paarse schubwortel gesignaleerd op de wortels van planten van de genera Populus en Salix, maar in mindere mate ook van de genera Acer, Alnus, Buxus, Carpinus, Corylus, Juglans, Metasequoia, Gunnera, Taxus en zelfs Rhododendron. Bij de gastheren ligt de nadruk op soorten uit de ordes Malpighiales en Fagales. In algemene zin lijkt de paarse schubwortel te parasiteren op wind-bestoven, eventueel katjes-dragende boomsoorten. Een opvallende, wellicht zelfs onwaarschijnlijke uitzondering vormt Rhododendron. In de praktijk kan het moeilijk zijn om de gastheer van de paarse schubwortel aan te wijzen, omdat plantwortels veelal vervlochten groeien. Het exacte parasitaire bereik van de paarse schubwortel is niet bekend.
De voorkeur van paarse schubwortel voor planten uit de genera Populus en Salix hangt samen met de vochtige groeiplaatsen die populieren en wilgen meestal bezetten. De paarse schubwortel is gevoelig voor uitdroging en gedijt alleen in jaarrond vochtige grond. Daarnaast strekt de neiging van bomen om oppervlakkig te wortelen in vochtige gronden, de - relatief kleine - paarse schubwortel tot voordeel. Van nature worden schubwortels met name aangetroffen langs waterwegen, in laaggelegen gebieden en in vochtige bossen. De plant komt in Nederland onder andere voor in oude parken en landgoederen. 
De paarse schubwortel heeft geen bovengrondse stengel. Ze bloeit van maart tot mei met lang gesteelde 4 tot 5 cm lange bloemen, die rechtstreeks vanuit de wortelstok komen. De bloemen dragen veel nectar, die alkaline is (pH 8 tot 11,5) en ammonium bevat. Op de nectar komen desondanks hommels af, die voor bestuiving zorgen. De bijzondere eigenschappen van de nectar hebben wellicht het doel om mieren en andere dieren te weerhouden van nectarroof, waarbij geen bevruchting plaats zou vinden. De verspreiding van de plant kan zowel vegetatief plaatsvinden, met afgebroken wortelstokken, als door uitzaaien. De vruchten zijn dehiscent; de zaden worden met grote snelheid uit de vrucht geslingerd en hebben voorts een mierenbroodje. 

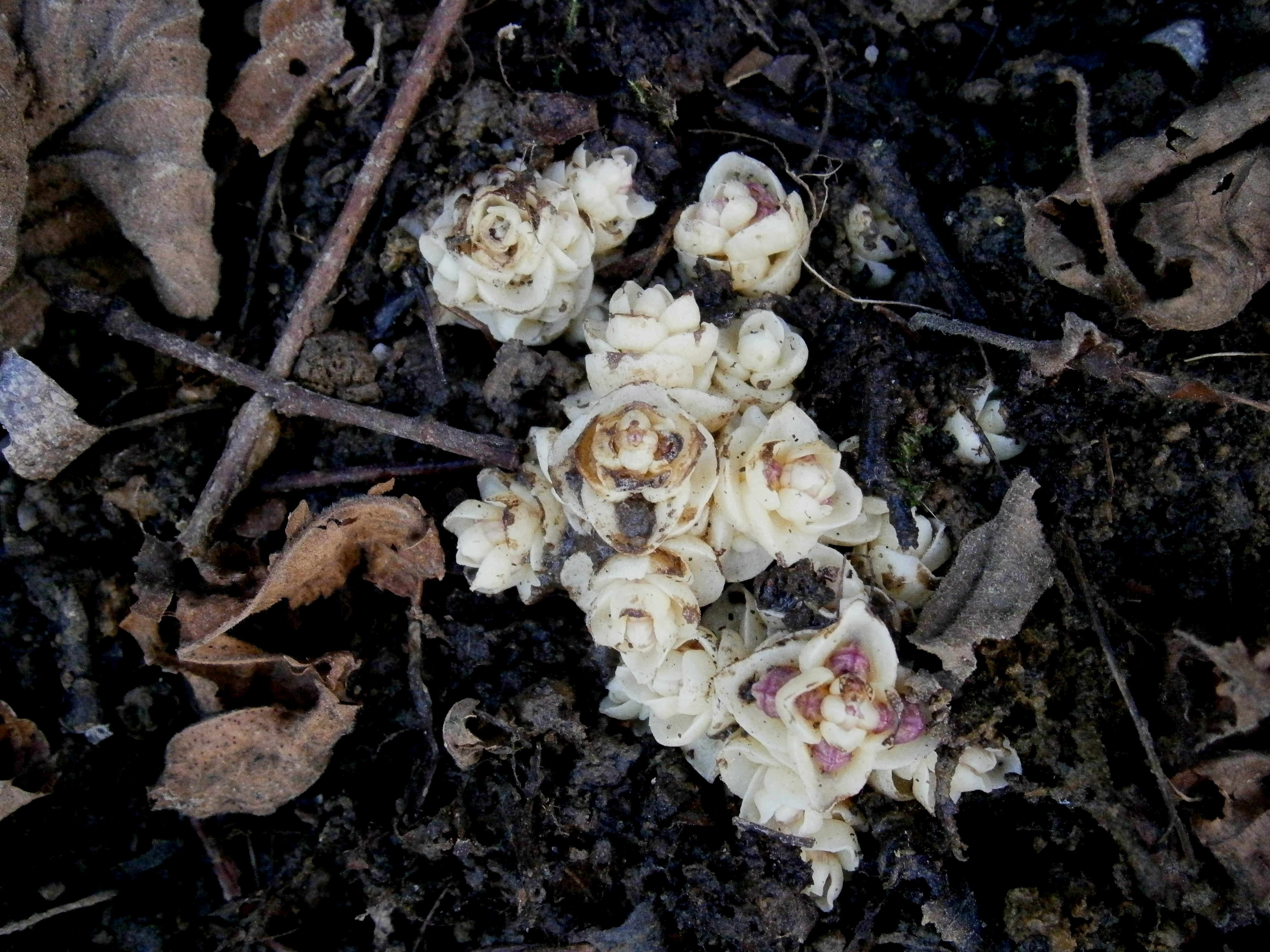
Ontluikende paarse schubwortel

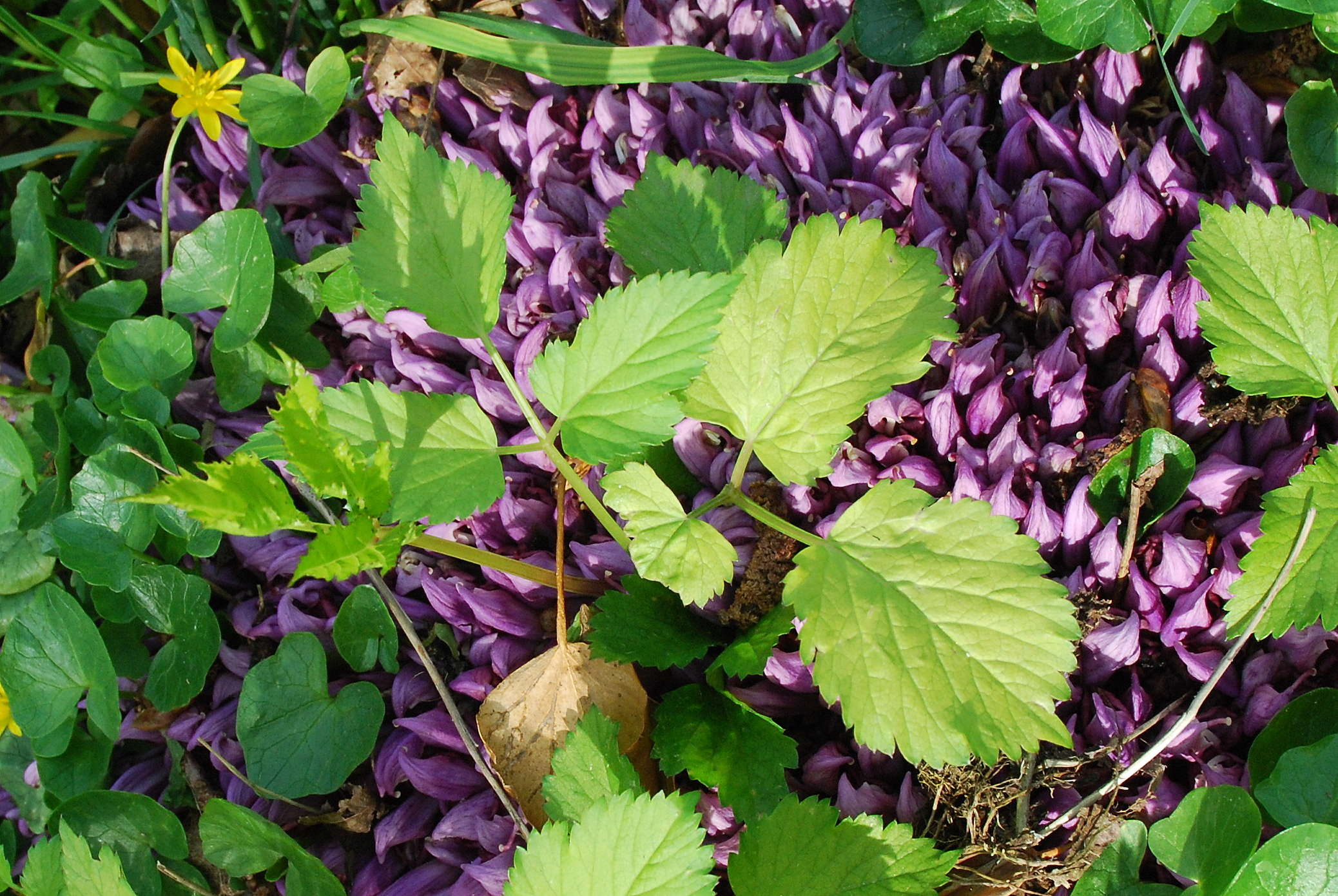
Paarse schubwortel in de Zwalmvallei

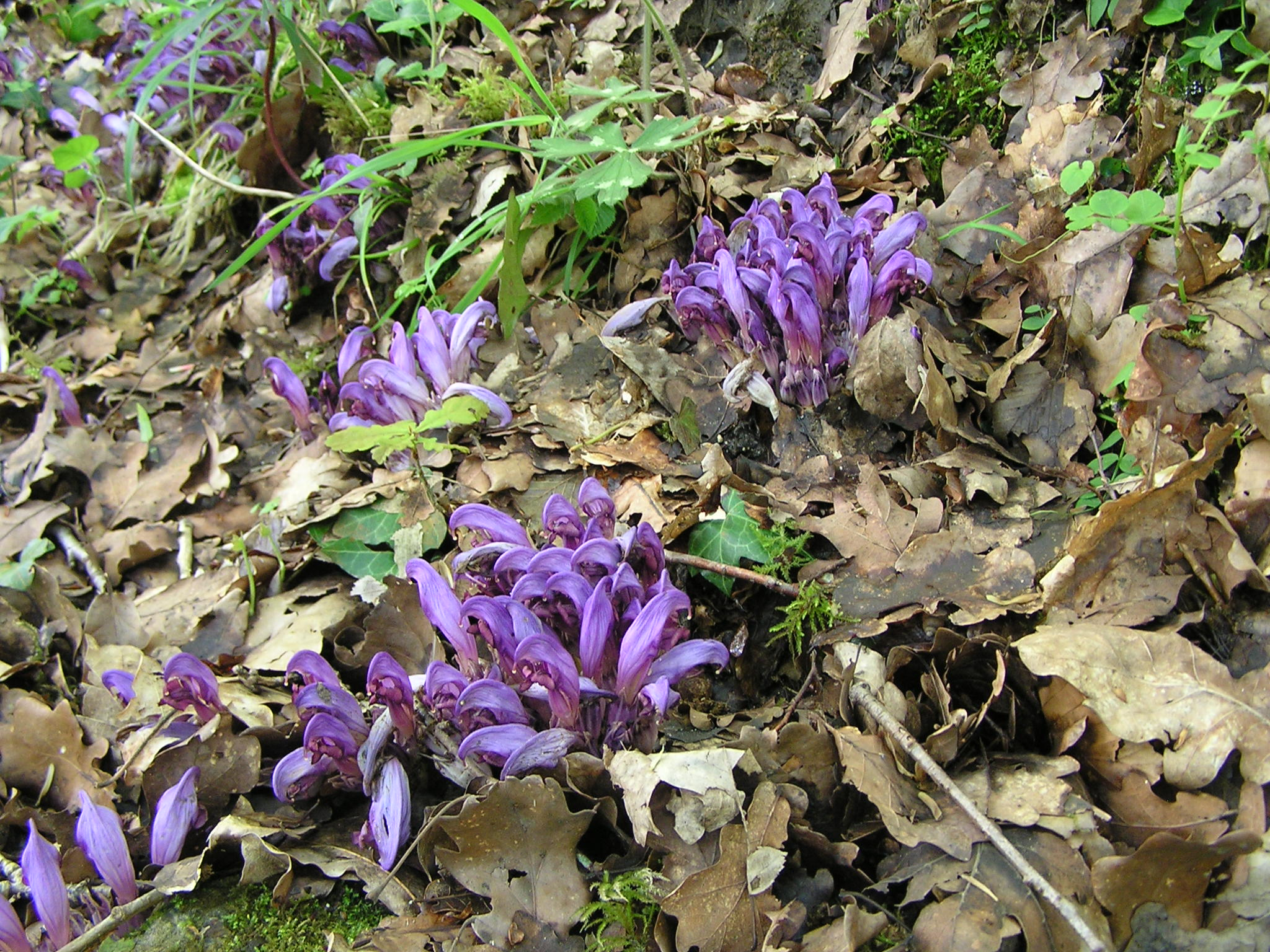
Donkerdere vorm (West-Frankrijk)

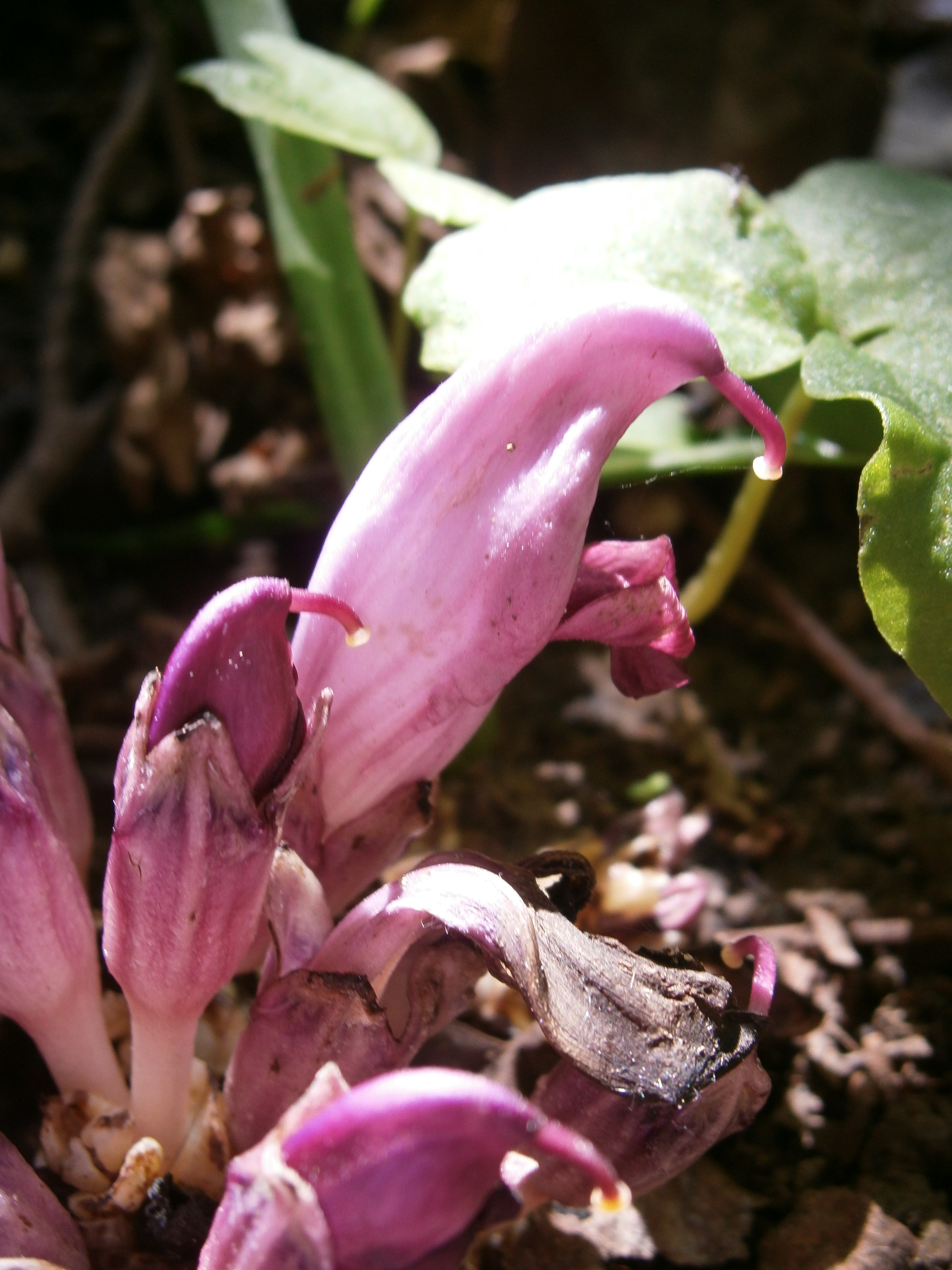
Close-up van de bloemen

## Voorkomen
De plant staat op de Vlaamse rode lijst van planten vermeld als zeldzaam. Ze komt wel plaatselijk talrijk voor in de Vlaamse Ardennen en in de Zwalmvallei. Op een paar andere plaatsen, zoals in Meise en de Dijlevallei, wordt ze ook verwilderd aangetroffen. België vormt de traditionele noordgrens van haar verspreidingsgebied.
In Nederland staat ze niet te boek als in het wild voorkomend, maar enkele exemplaren schijnen ontsnapt te zijn uit de Botanische Tuin TU Delft. De zaden worden ook verspreid met pootgoed uit het buitenland. Ze is onder meer in Noord-Holland (bij Amsterdam), in Zuid-Holland (Barendrecht, Rijswijk, Leidschendam, Zoetermeer, Den Haag, Heemtuin) en in Utrecht (ten westen van Breukelen) aangetroffen. ook in Leeuwarden, noord Groningen en de Schooltuin (voormalige Tuinbouwschool) in Frederiksoord, Drenthe.
De plant komt buiten de lage landen voor van centraal en West-Frankrijk (Zuid-Normandië, Centraal Massief en Pyreneeën) tot Noord-Spanje. Zij wordt ook plaatselijk in centraal Italië aangetroffen.
Daar de populaties in België en Italië ver van het Franco-Iberisch centrale areaal liggen, wordt vermoed dat ze er oorspronkelijk (lees: eeuwen geleden) ingevoerd zijn met geparasiteerd pootgoed. In andere landen, zoals Engeland en Duitsland, wordt de plant ook plaatselijk verwilderd aangetroffen.

## Namen in andere talen
- Engels: purple toothwort
- Duits: Verborgene Schuppenwurz, Purpur-Schuppenwurz
- Frans: lathrée clandestine, clandestine écailleuse
- Spaans: hierba de soterra, hierba de la matriz